# Marble Collegiate Church
Die Marble Collegiate Church ist eine denkmalgeschützte Kirche in Manhattan in New York City, Vereinigte Staaten. Die 1628 gegründete Gemeinde gilt als die älteste protestantische Kirchengemeinde mit ununterbrochener Pfarrei in Nordamerika, sie war zudem die erste Körperschaft in den USA. Sie gehört zwei Konfessionen an – der United Church of Christ und der Reformed Church in America.

## Lage
Die Kirche steht in Midtown Manhattan im Viertel NoMad an der Südwestecke Fifth Avenue und West 29th Street zwischen Madison Square im Süden und dem Empire State Building im Norden. Die Adresse lautet 1 West 29th Street. Benachbarte Wolkenkratzer sind 262 Fifth Avenue (262 m) und 277 Fifth Avenue (205 m).

## Geschichte
Der Kirchenbau wurde 1854 nach Plänen von Samuel A. Warner im neuromanischen Stil mit neugotischen Einflüssen fertiggestellt. Sie ist der Nachfolgebau zweier Vorgängerkirchen, die sich beide in Downtown Manhattan befanden. Man entschied sich für den neuen Standort in Midtown, um der damals rasant wachsenden Stadt Richtung Norden zu folgen. Die Kirche wurde mit aus Hastings-on-Hudson stammenden Marmor verkleidet und hat einen 66 Meter hohen Glockenturm, der von einem vergoldeten Wetterhahn gekrönt ist. Der Innenraum der Kirche besitzt an drei Seiten Galerien, ein detailreiches Interieur mit Buntglasfenstern, zwei davon wurden vom Glaskünstler Louis Comfort Tiffany entworfen, sowie eine neu gestaltete Pfeifenorgel.
Die Kirchengemeinde wurde 1628 als Collegiate Reformed Protestant Dutch Church gegründet und war der niederländischen Dutch Reformed Church angeschlossen. Die Bezeichnung „Collegiate“ bezieht sich auf die vier Collegiate-Gemeinden in New York City, die sich bis 1871 die Pfarrer teilten. Seitdem  überwachen und verwalten die vier Kirchen mit einer gemeinsamen Verwaltungseinheit ihre Grundstücke und Investitionen. Die Marble Collegiate Church nannte sich zunächst „Fifth Avenue Collegiate Church“ und anschließend „Twenty-ninth Street Church“, bis sie 1906 bei einer Renovierung eine Marmorfassade bekam und so ihren heutigen offiziellen Namen „Marble Collegiate Church“ erhielt. Einer der bekanntesten Pfarrer der Kirche war Norman Vincent Peale.
Die New Yorker Landmarks Preservation Commission (LPC) erklärte am 11. Januar 1967 die Marble Collegiate Church zu einem Wahrzeichen der Stadt. Am 9. April 1980 wurde die Kirche in das National Register of Historic Places eingetragen.

## Galerie

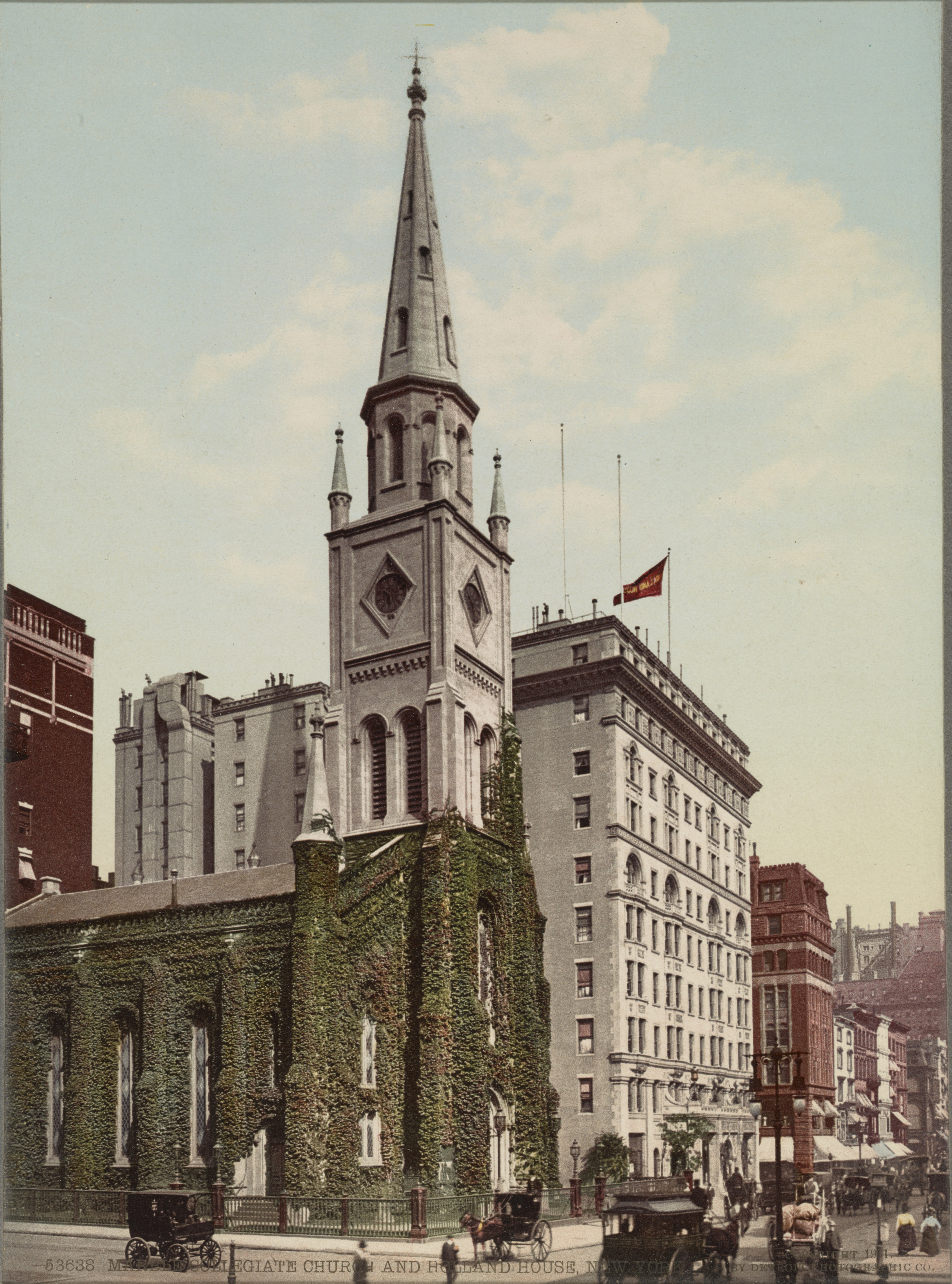
Aufnahme zirka 1900
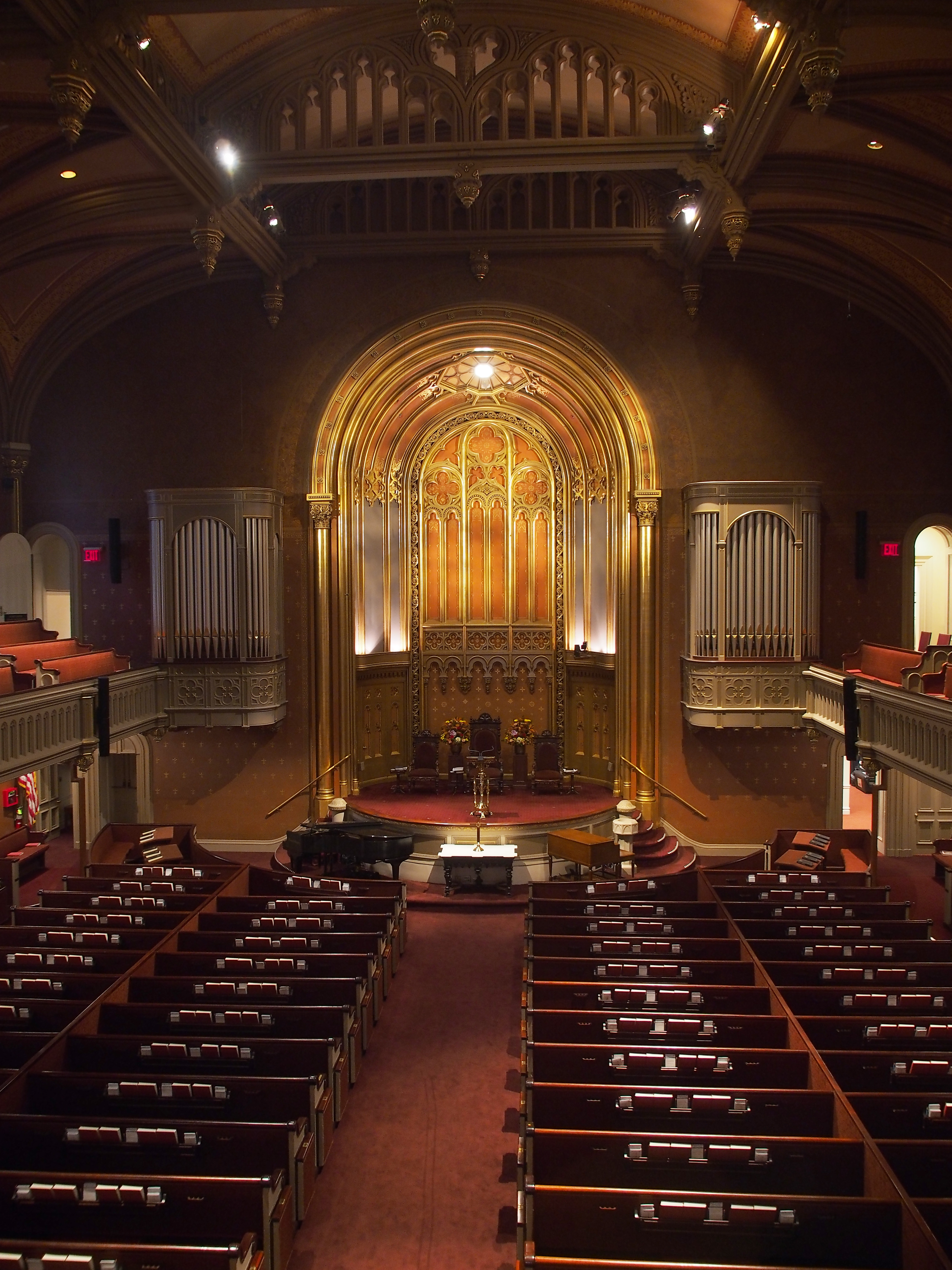
Blick in den Innenraum
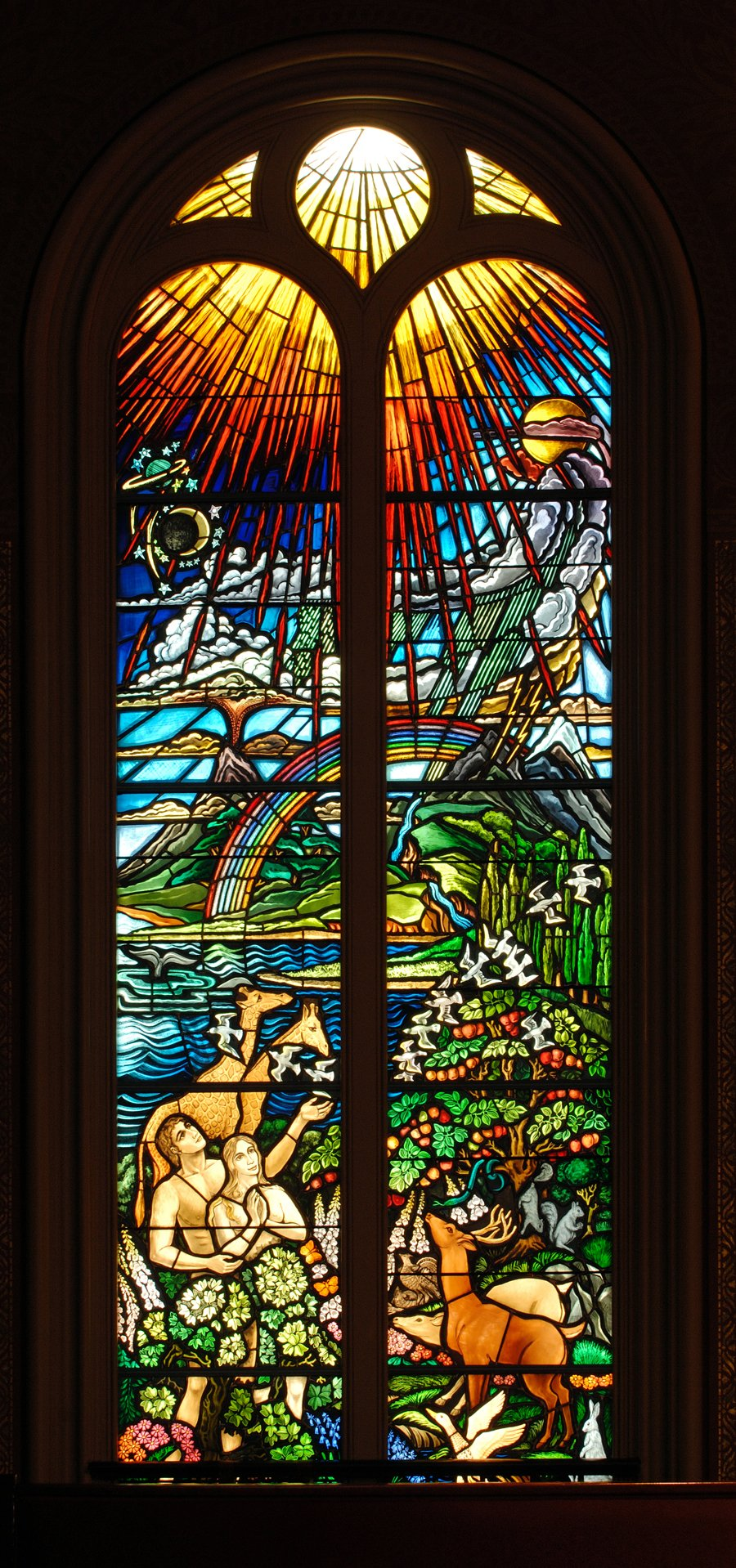
Ein Buntglasfenster
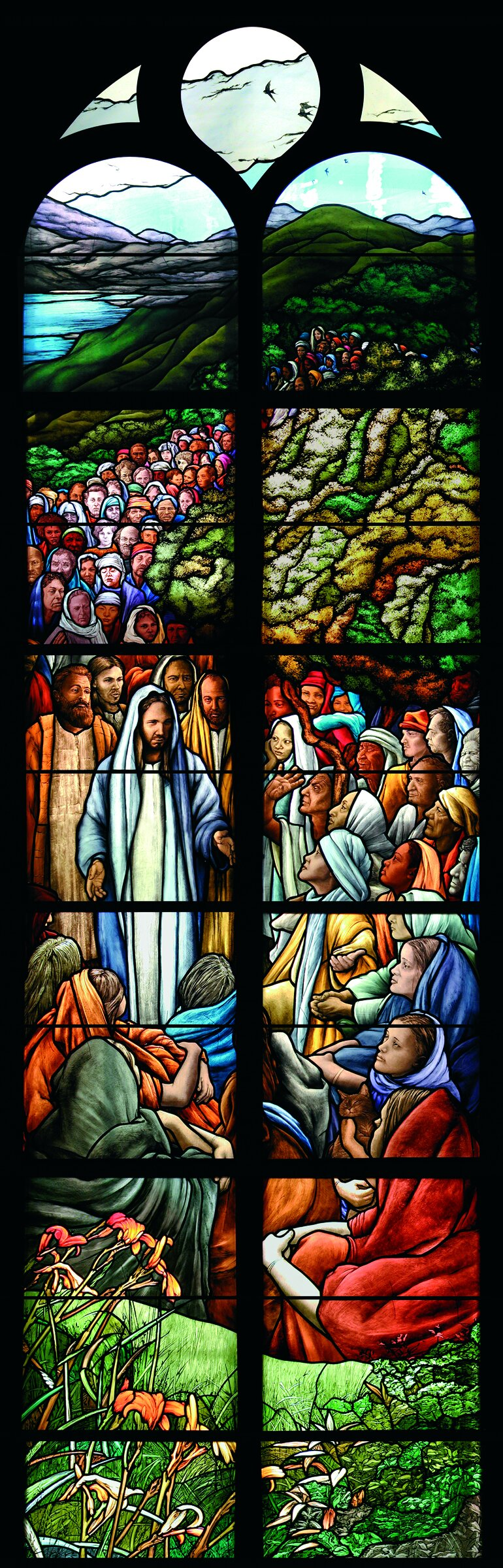
Thema „Bergpredigt“
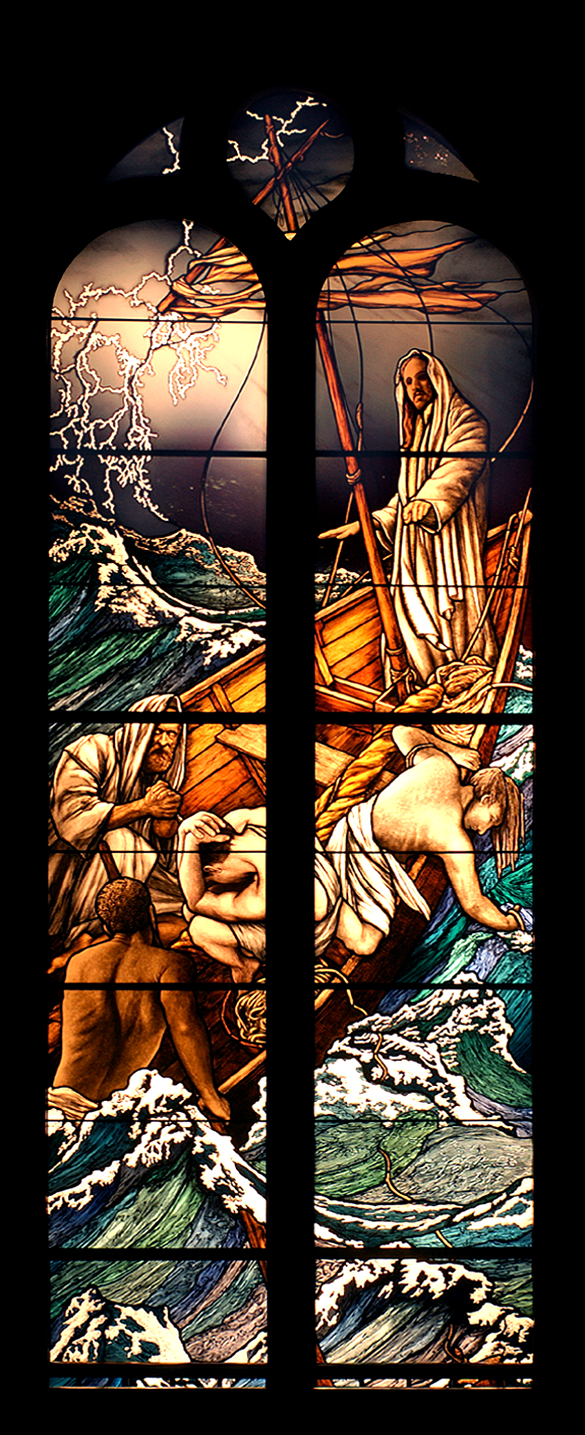
Thema „Sturmstillung“
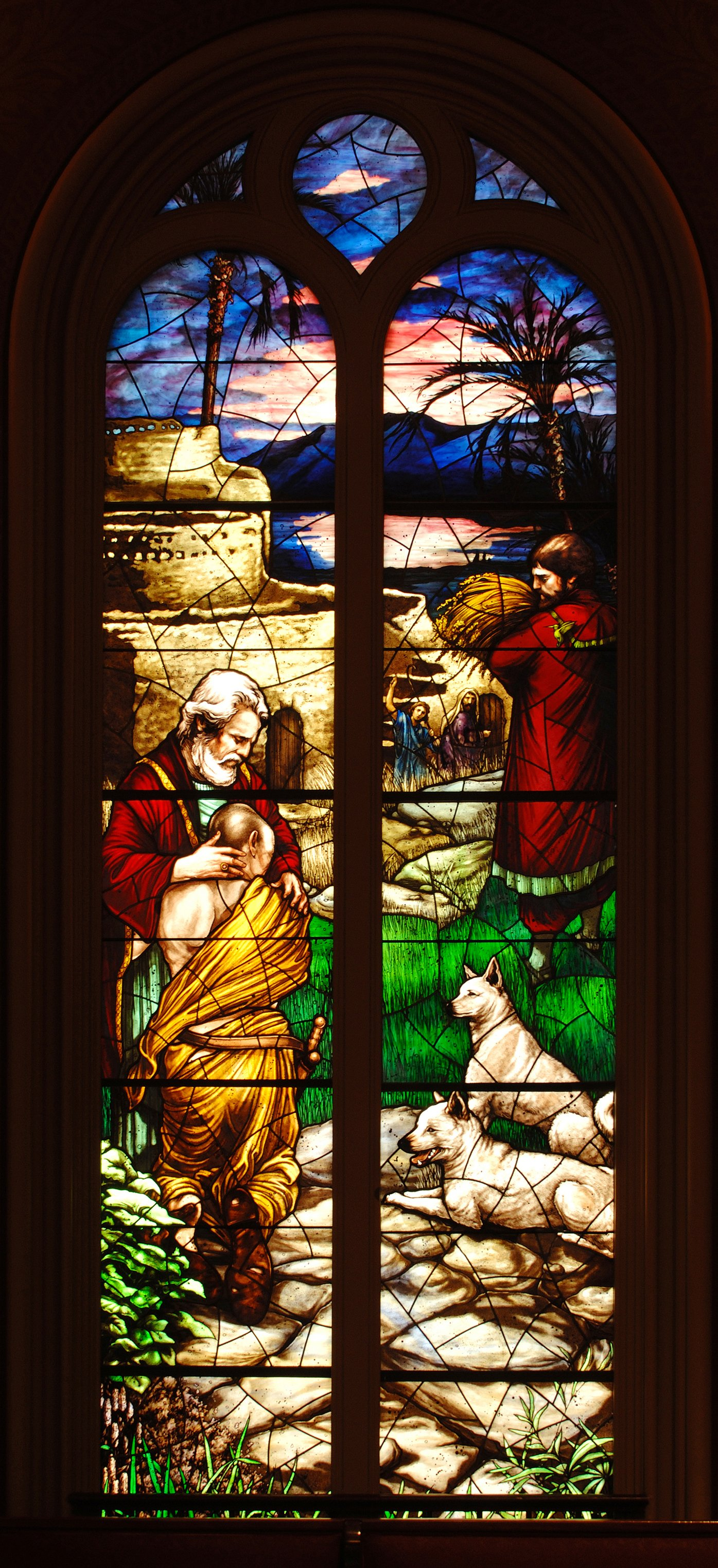
Thema „Verlorener Sohn“